# 阿知波城
阿知波城（あちわじょう）、または雨山城（あめやまじょう）・雨山村古屋敷（あめやまむらふるやしき）・雨山砦（あめやまとりで）は、三河国雨山（現愛知県岡崎市雨山町東アチワ（旧額田郡額田町）にあった日本の城。阿知波氏（のちに雨山奥平家）の居館。「雨山砦跡及び雨山合戦地」として岡崎市指定史跡。

## 概要
矢作川水系乙川の最上流部にある支流・雨山川の渓谷最奥部に位置する。矢作川流域では、村落規模の国人らの城館跡として「古屋敷」の伝承地や地名が残っており、阿知波城（雨山村古屋敷）も阿知波氏に始まる雨山奥平氏の居館と見なされているが、東アチワ地内での正確な遺構位置は解っていない。ただし館跡と見られる削平地や、中世の宝篋印塔などが地域各所に見られると言う。
築城時期は『額田町史』では1543年（天文12年）以前としているが。『愛知県中世城館跡調査報告Ⅲ（東三河地区）』 は、存続期間を1506年（永正3年）から1590年（天正18年）とする。初代城主は尾張国知多から雨山に移った阿知波定基といわれ、元亀年間（1570年-1573年）より奥平氏（雨山奥平氏）を名乗ったとされる。
三河の国人衆が今川氏に対して起こした反乱三河忩劇における戦闘の1つである1556年（弘治2年）の雨山合戦では、奥平貞勝・貞能親子に呼応した阿知波定直・阿知波定助・奥平貞良らが籠り、今川方の菅沼定村らを迎撃した。なお阿知波城の雨山砦と言う別称は、この雨山合戦の際に造られた防御施設を示しているとする見解がある。
雨山砦跡と古戦場は、1992年（平成4年）6月15日付けで岡崎市の史跡に指定された。